# Phonogram Records
A Phonogram Records foi uma gravadora fundada em 1970 como sucessora da Philips Phonographic Industries, uma unidade do Grammophon-Philips Group (GPG), uma joint venture da Philips e Siemens AG. Era uma holding de gravadoras que possuía gravadoras como Philips, Fontana, Vertigo e Mercury e distribuía muitas outras gravadoras licenciadas.

## História
Em 1972, o Grammophon-Philips Group foi reorganizado para PolyGram Group. Após a aquisição da Mercury nos Estados Unidos pela PolyGram, o nome corporativo foi alterado de Mercury Record Productions, Inc. para Phonogram, Inc. Nos Estados Unidos, os artistas da Phonogram eram geralmente lançados pela Mercury Records, mas a gravadora é independente de sua contraparte britânica.
No Reino Unido, a Phonogram era a holding da Philips Records, fundada em 1953, que também lançou a gravadora Fontana em 1958. Além de produzir suas próprias gravações, muitas das quais se tornaram sucessos no Reino Unido, a Philips/Fontana licenciou os direitos da Columbia Records para distribuir seus produtos de 1953 até o final de 1964. Depois disso, a Columbia dos EUA criou sua própria unidade de marketing e produção no Reino Unido, em Theobalds Road, Londres, após adquirir a Oriole Records e sua fábrica de prensagem de discos, que prosperou na fabricação de discos para gravadoras econômicas do Reino Unido, incluindo a Embassy, vendidos pela Woolworths. A Columbia dos EUA não podia usar a marca registrada “Columbia” fora dos Estados Unidos e do Canadá, pois ela já havia sido registrada no exterior pela EMI Records. Portanto, os produtos da Columbia dos EUA foram lançados na maioria dos territórios pela gravadora CBS.
Em 1977, Frank Zappa negociou um acordo de distribuição com a Phonogram para sua gravadora Zappa Records. Devido à pressão legal da antiga distribuidora de Zappa, a Warner Bros. Records, Zappa e a Phonogram foram forçadas a arquivar um box planejado de quatro LPs chamado Läther (pronuncia-se "Leather"). A Phonogram distribuiu três álbuns de Zappa nos Estados Unidos e Canadá, mas o acordo terminou em 1980. O presidente da Phonogram, Robert Sherwood, contestou a versão de Zappa da história, insistindo que eles não queriam lançar um single sem o apoio de um álbum completo.

## Venda
Em 1997, todas as unidades da PolyGram que ainda usavam o nome Phonogram foram renomeadas para Mercury Records. Naquela época, a Mercury já havia se tornado a principal gravadora da PolyGram. A PolyGram continuou até 1998, quando a empresa foi comprada pela Seagram e fundida com a Universal Music Group.